# 소연 (1998년)
소연(본명: 전소연 (田小娟), 1998년 8월 26일 ~ )은 대한민국의 가수, 래퍼, 작사가, 작곡가, 프로듀서이다. 걸그룹 여자아이들의 리더이자 메인 래퍼이다.

## 학력
- 서울구룡초등학교 (졸업)
- 대치중학교 (졸업)
- 중앙대학교 사범대학 부속고등학교 (졸업)

## 생애
소연(전소연)은 1998년 8월 26일 대한민국 서울특별시 강남구 개포동에서 전병화(田炳和)와 주혜경(朱惠卿)의 딸로 태어났다. 동생으로 전소희(田素熹)가 있다.
중학생 시절부터 여러 기획사의 오디션을 보았고, 스트릿댄서 생활을 하며 춤에 재미를 붙여 예술고등학교 입시에 응시했으나 불합격했다. 2014년 1월, 큐브엔터테인먼트가 주최한 연습생 선발 오디션에서 랩으로 지원해 합격, 연습생 생활을 시작하게 된다. 전소연은 입사 전부터 댄스와 랩, 프로듀싱을 직접 연습하며 실력을 키워왔으며, 이 때문에 큐브 내에서 가장 실력있는 연습생으로 불렸다.

### 2016–2017:프로듀스 101,언프리티 랩스타, 솔로데뷔

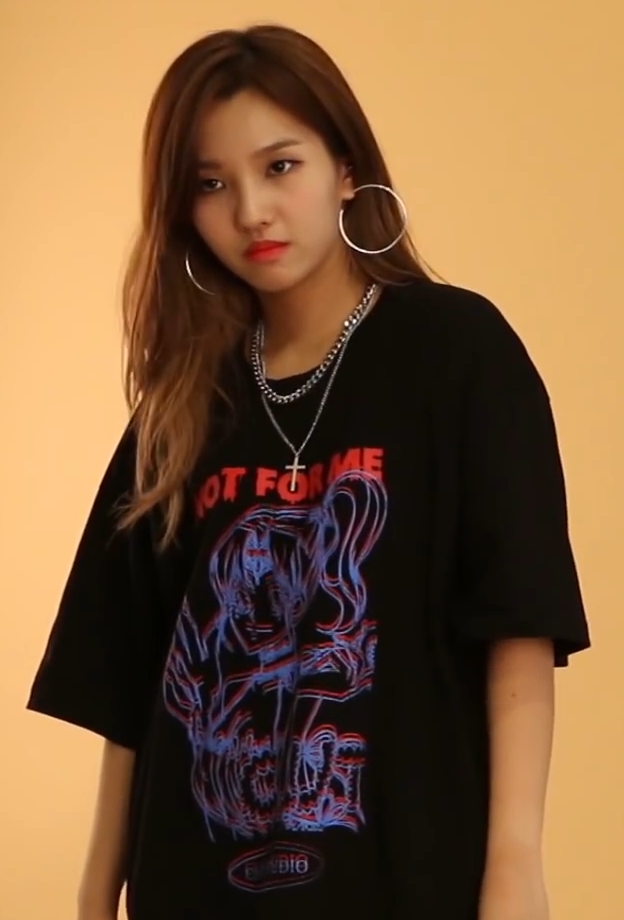
2016년 전소연 언프리티 랩스타 시절

2016년 1월, 걸그룹 서바이벌 프로그램 《[프로듀스 101]》의 첫 번째 시즌에 큐브 엔터테인먼트의 연습생으로 출연했다. 5회에서 10위를 기록하는 등 프로그램 진행 내내 인기 있는 참가자였으나 마지막 회에서 20위를 차지했고, 결국 걸그룹 I.O.I의 멤버가 되는 데 실패했다. 2016년 7월, 랩 경연 프로그램 《언프리티 랩스타》의 언프리티 랩스타 3 시즌에 참가했다. 전소연은 최종 2위를 기록했고, 마지막 컴필레이션 앨범에서 3개의 트랙을 얻었다. 2016년 12월 29일, 큐브 엔터테인먼트와 전속 계약을 체결했다. 2017년 11월 5일에 디지털 싱글 〈Jelly〉와 〈Idle Song〉으로 데뷔했다.

### 2018–2020: 아이들 데뷔, LOL과 콜라보레이션, 솔로

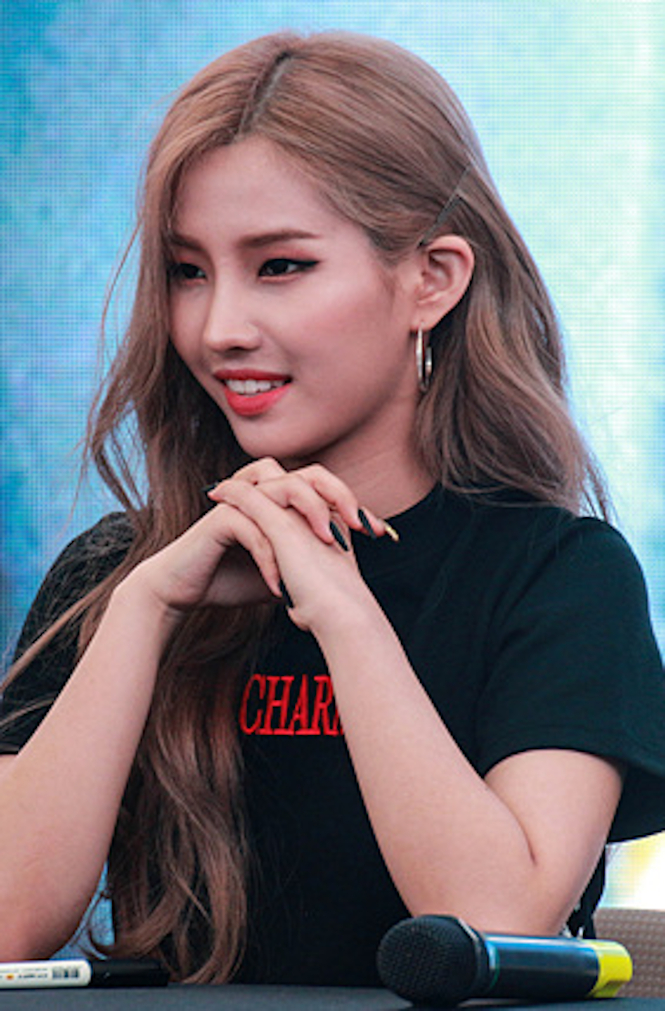
2018년 전소연 '라타타'

2018년 1월 11일, 큐브 엔터테인먼트의 새로운 걸그룹 (여자)아이들에서 전소연이 리더이자 메인 래퍼로 재데뷔할 것이라고 발표되었다. 그녀는 그룹의 데뷔곡인 "라타타"와 컴백곡인 "한"의 가사, 음악, 편곡 모두에 참여하며 실력을 인정받았다. 둘 다 호평을 받았고 상업적으로도 성공했다. 그녀는 또한 (여자)아이들의 데뷔 확장극 〈I Am ((여자)아이들 앨범)〉의 5곡을 작곡하는 데 기여했다.나는'.
2018년 8월 8일, SM 스테이션 X 0의 걸그룹 프로젝트 SM 스테이션 X 0에 참여한다고 발표했다. 2018년 9월 28일, 스테이션 영은 첫 곡 "Wow Thing"을 발표했다. 데뷔 후, 전과 동료 (여자)아이들 멤버 미연은 라이엇 게임즈에 의해 접근되었다. 또한 미국의 아티스트 제이라 번스, 매디슨 비어와 함께 멀티플레이어 온라인 배틀 아레나 비디오 게임 《리그 오브 레전드》의 가상 밴드 K/DA의 멤버로 참여했다. K/DA는 11월 3일 2018 리그 오브 레전드 월드 챔피언십에서 "팝/스타즈"라는 곡으로 공식 데뷔했다. 'Pop/Stars'의 공식 뮤직비디오가 같은 날 공개돼 5일 만에 유튜브 조회수 3000만뷰를 돌파했다., 한 달 만에 1억 달러를 벌었다. 싱글 (음악) | 싱글 발매는 빌보드 (잡지) | 에서 1위에 올랐다.빌보드의 월드 디지털 송 차트. 전지현이 보컬을 맡은 캐릭터 아칼리의 K/DA 화신은 특히 인기가 있다는 것이 입증되어 팬 아트와 코스프레의 단골 소재가 되었다.

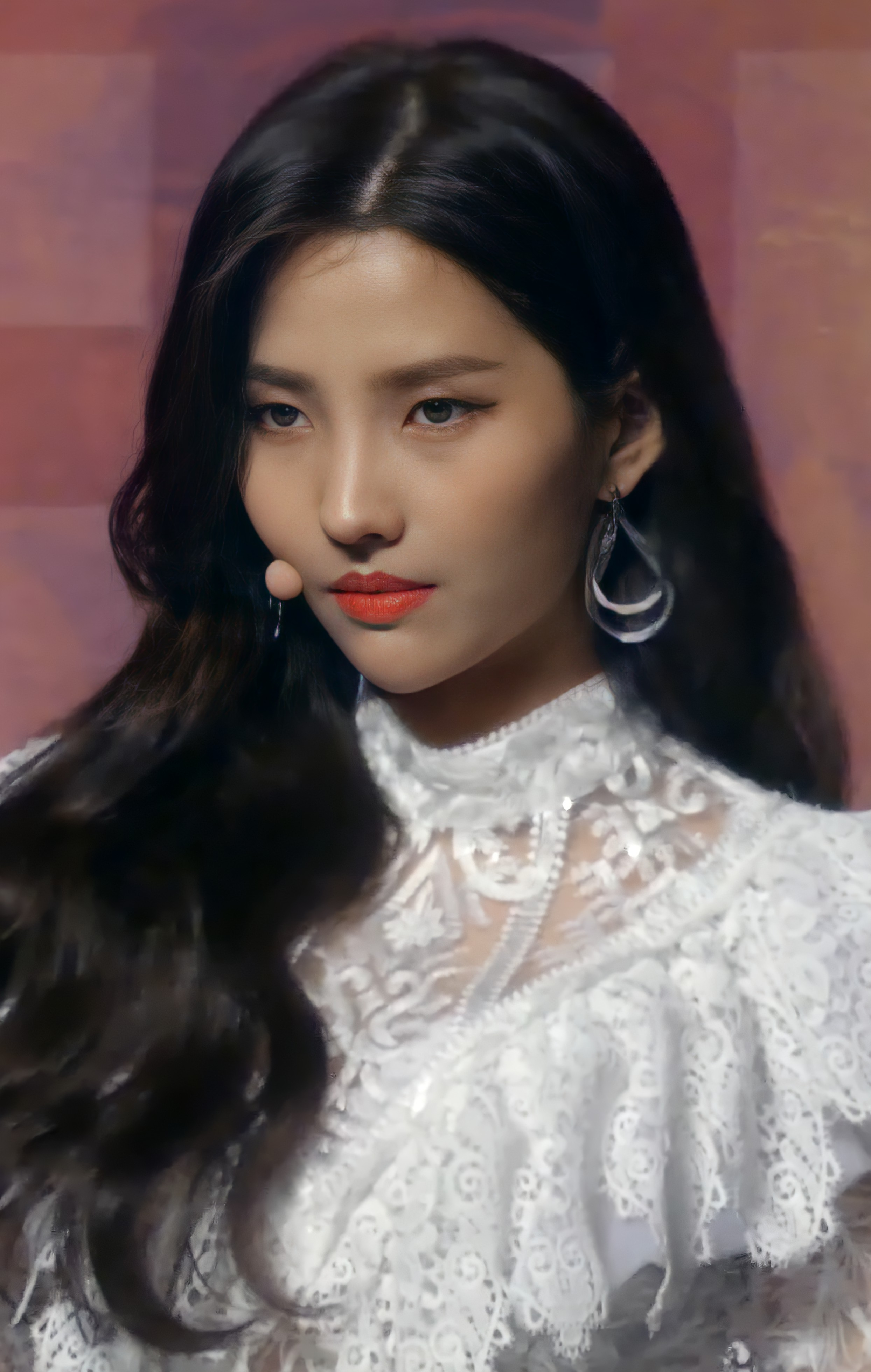
Jeon So-yeon at I Made showcase in February 2019.

2019년, 레이블메이트 [CLC (그룹)|]를 작곡했다.CLC]의 "[No.1 (EP)|No]"는 블라인드 테스트를 통해 선정되어 리드 싱글로 활동했다. 2019년 3월, 전씨는 독일의 음악 제작 소프트웨어인 콘탁트의 해적판을 사용한 것에 대해 공개 사과했다. 그녀는 자신의 온라인 팬 커뮤니티 사이트에 "저는 이 프로그램의 불법 복제품을 사용한 것에 대해 깊이 후회합니다; 제 기억으로는, 제가 처음 작곡을 배울 때 그것을 사용했습니다. 나는 내가 그 프로그램을 삭제하지 않았다는 것을 알지도 못했다. 하지만 본격적으로 작곡을 시작한 날부터 공인된 프로그램만 사용했습니다." 이에 대한 사과는 소속사가 제작한 '[I Made]' EP를 준비하는 유튜브 영상이 그녀의 노트북 화면에 소프트웨어의 불법 복제 아이콘을 보여준 지 며칠 만에 나왔다. 소속사는 이후 해당 영상을 삭제하고 사과했다.
전소연은 리그 오브 레전드의 콜라보레이션 힙합 그룹 트루 데미지의 아칼리 역을 다시 맡았다. [베키 G], [케케 파머], [Thutmose (음악가)|2019년 11월 10일에는 애니메이션 뮤직비디오와 함께 싱글로 발매되었다. 이 곡은 주로 영어로 공연되는 다국어 트랙으로, 스페인어와 한국어로 된 구절이 있다. 같은 날, 이 그룹은 프랑스 파리에서 열린 2019 리그 오브 레전드 월드 챔피언십 결승전에서 공연을 펼쳤다. 전소연은 세계선수권대회 결승전 개막식에서 2년 연속 공연을 했다. 〈Giants〉는 빌보드의 랩 차트와 R&B/힙합 디지털 송스 세일즈 차트에서 각각 15위와 19위로 데뷔했다.
2020년 Mnet에 출연했다.Mnet]의 새로운 힙합은 '힙합을 아시나요'에 영감을 주었다. 1990년대 후반부터 2000년대까지 활동하며 국내 힙합 장르를 개척한 래퍼들과 힙합에 대한 불굴의 열정을 가진 게스트가 출연한다. 2월 28일, 그녀는 "젊은 래퍼들" 중 한 명으로 일슨과 Nuck과 함께 올드 & 영의 콜라보레이션 무대에서 "2020 라이온 리믹스"를 공연했다. 4월, (여자)아이들은 세 번째 EP "[I Trust]"를 발매했다. "[오 마이 갓 ((G)아이들 노래)|]을 포함한 앨범의 모든 곡들《Oh My God》(오 마이 갓)은 전씨와 오랜 협력자인 큐브 엔터테인먼트 사원 작곡가들이 작사, 작곡한 곡이다.맛있는 톤]]. 이 곡은 두 가지 언어로 발매되었다. 영어와 한국어. 7월 22일, 전지현은 김효연에 출연했다.래퍼 루피와 함께한 DJ Hyo]의 트랙 "Desert". 곡은 통통 튀는 비트와 귀에 쏙쏙 들어오는 뭉바톤 리듬, 다양한 신시사이저를 사용한 영리하고 기억에 남는 훅, 어렵고 복잡한 것보다 달콤한 사랑을 원한다는 메시지로 박수와 휘파람을 치고 디저트로 표현했다. 멜론 (온라인 음악 서비스), DJ 효는 전씨를 선택한 이유를 "여러모로 남다른 재능이 있는 분이라 함께 콜라보레이션을 하고 싶었다"고 밝혔다. 전소연은 이 곡의 작사와 작곡에 참여했다. ref>“DESSERT”. Naver Music. 2020년 7월 22일. 2020년 7월 23일에 원본 문서에서 보존된 문서. 2020년 7월 24일에 확인함.</ref> 8월, 전소연은 그룹의 첫 번째 여름 곡 "[덤디 덤디 (노래)|〈Dumdi Dumdi〉는 팝 타임과 함께 지코(래퍼)와 블락비의 히트곡들을 많이 프로듀싱했다.

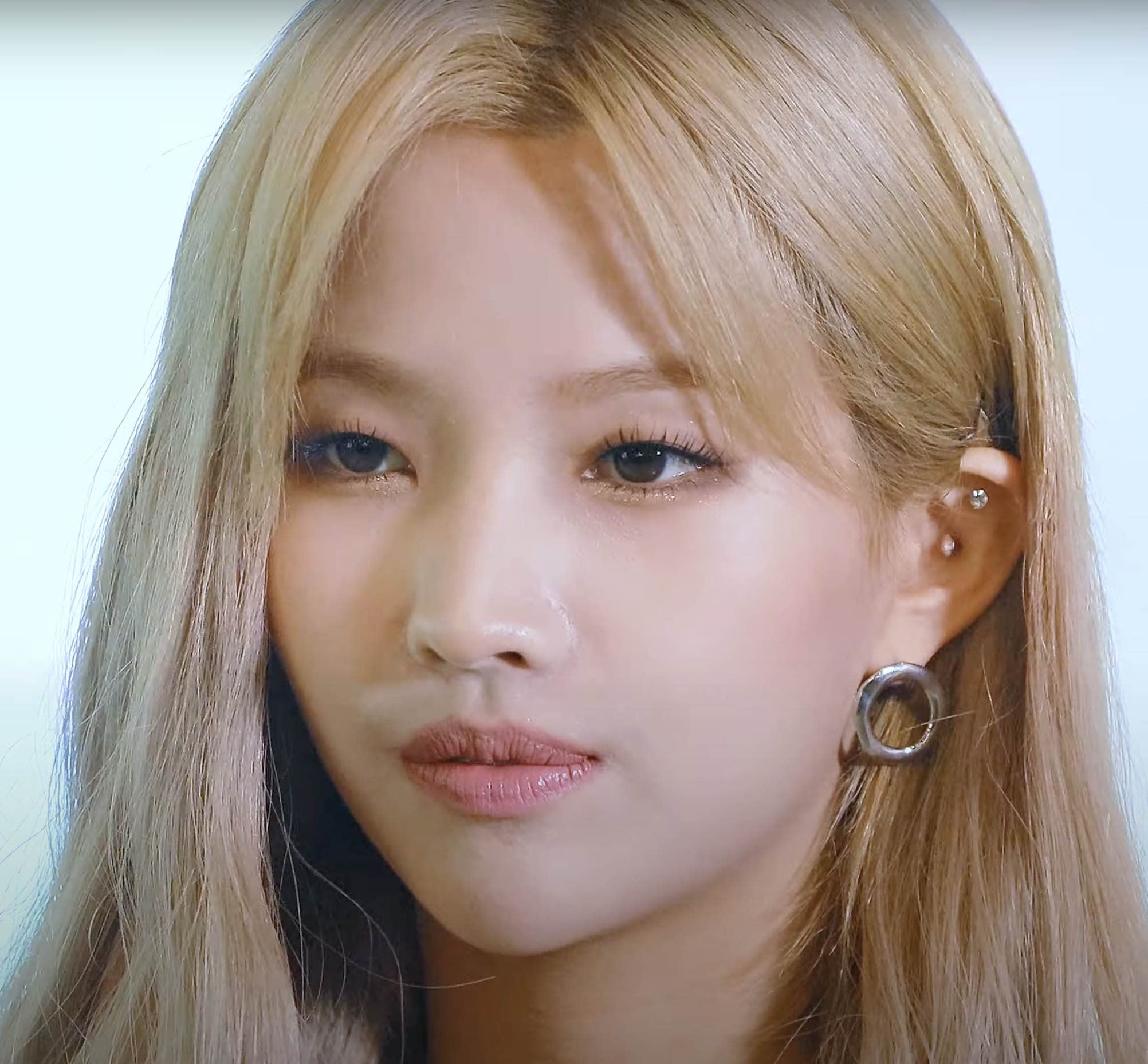
2020년 전소연 덤디덤디 활동 시절

2020년 8월 27일, 《더 배드데스트 (K/DA)》에서 "리그 오브 레전드" 캐릭터 아칼리 역을 맡았다. 그리고 "[More (K/DA 노래)|자세한 내용은 K/DA의 All Out(EP)에서 확인하십시오. 전소연은 에이핑크의 김남주(가수)의 프로듀싱에 참여했다.남주 솔로 데뷔곡 "[Bird (싱글 앨범)|《버드》는 9월 7일 개봉되었다. 12월 16일, 전, 펜타곤 (남한 밴드)|이 확인되었다.펜타곤의 후이 (가수)|Hui], 및 AB6IX]의 이대휘는 Mnet(TV 채널)에서 7대 경연곡을 프로듀싱할 예정이다.Mnet의 오디션 프로그램 CAP-TEEN "Eternal Sunshine"이라는 노래는 이서빈이 불렀다. 기타와 베이스의 그루브한 리듬이 돋보이는 곡으로 첫사랑의 감정을 표현했다. 이서빈은 전반적으로 좋은 평가를 받았고 심사위원들로부터 총점 354점을 받았다.

### 2021–현재: 첫 번째 솔로 앨범Windy
2021년 1월, 전소연은 〈I Burn〉에 수록된 6곡 중 리드 싱글 〈화〉를 포함한 4곡을 작곡했다. 같은 달, 전소연은 연예인들의 일상을 휴대폰으로 보여주는 TV]의 오리지널 예능 프로그램에 출연. 이 프로그램은 1월 25일부터 3주 동안 매주 월요일에 방송되었다. 에피소드에서, 그녀는 그녀의 많은 호평을 받은 곡들의 제작 과정, (여자)아이들 멤버들과의 일상, 1,600 demo songs, 그리고 'I Burn' 준비부터 컴백 당일까지 비하인드 영상을 공개했다. 2021년 5월 21일, 전소연은 솔로 앨범을 발매할 것이라고 보도되었다. 2021년 6월 16일, 큐브 엔터테인먼트는 7월 5일에 첫 번째 EP 《[[Windy (EP)|Windy]》를 발매한다고 발표했다. 그녀는 SBS MTV의 《더 쇼》에서 첫 번째 대한민국 음악 프로그램 우승을 차지했다.7월 13일 '더 쇼'

## 필란트로피
2020년 4월, 전씨는 홀트아동복지회를 통해 대한민국의 코로나19 범유행을 극복하기 위해 손 세정제 3만개를 기부했다. 2021년 6월 2일, 전소연은 자신의 인스타그램 계정에 셀카 사진과 팔 문신을 공개했다. 이후 전소연은 V LIVE를 통해 자신의 문신 "장기기증 동의"의 의미를 밝혔다. 문신의 모양은 장기 기증을 원하는 사람들의 몸에 새겨진 전기 심장 박동을 표현하는 심전도이다. 그는 하루 평균 5명이 장기기증자를 기다리다가 숨졌다는 기사를 봤다. 나는 내 인생에서 다른 사람들을 위해 무엇을 할 수 있을까를 생각했고, 그 후 결론에 도달했다. 신중하게 생각한 끝에 내린 결정이라고 말했다. 전씨는 2022년 1월 18일 추운 겨울을 견디고 있는 소외계층과 저소득층 등 어려운 이웃을 돕기 위한 '사랑의 연탄 나눔' 캠페인에 연탄 2만장을 기부했다.

## 예술가적 기교

### 이미지
전소연은 다재다능한 예술가로 불린다. 래퍼, 가수, 작곡가로서 그녀의 성공은 그녀에게 "트리플 위협"이라는 타이틀을 주었다. 전씨는 알파로 묘사되었다.알파걸은 작곡, 편곡, 안무, 랩, 춤, 노래에 자신의 기술을 활용하고 보여준다. 큐브의 한 관계자는 전지현의 그룹에서의 존재가 그룹의 인기를 처음부터 결정했고 이전에 데뷔했던 다른 그룹들과 다르게 만들었다고 언급했다. 두 차례 서바이벌 프로그램에 참여해 '서바이벌로 태어난 괴물'로 불리기도 했고, 차세대 천재 '프로듀서돌'로 자리매김했다. 김기현과 우주소녀 그리고 전 라니아 (그룹)|라니아의 멤버 유주이는 그녀를 천재적인 작곡가이자 아이돌이라고 묘사했다. 데뷔곡 '라타타'를 시작으로 꾸준히 히트곡 '어-오', '라이온' 등의 히트곡과 음악계 시니어 그룹 'CLC(그룹)'가 발표한 곡들을 프로듀싱에 참여한 첫 여성 아이돌 가수로 '쿠키뉴스'가 선정했다. 박은해 기자는 작은 몸매와 특정 장르에 국한되지 않고 도전적인 콘셉트를 시도할 수 있는 용기, 독특한 위치에 오른 점 등으로 전소연을 한국인 레이디 가가로 꼽았다.

### 영감
전소연은 그녀의 밴드 멤버들이 그녀의 작곡에 영감을 준다고 말했다. 그녀는 고등학교 때 랩 선생님의 영향을 많이 받았고 그 선생님을 만난 후 랩을 시작했다. 전씨는 "그 놀라운 멘토는 나에게 좋은 가사를 쓰는 방법과 당신의 진심에 녹아드는 방법과 같은 기본적인 것들을 가르쳐주었다"고 말했다. She has also named CL, 브리트니 스피어스와 에이브릴 라빈은 그녀의 롤모델로 출연했고, 후자의 두 사람은 《아이 네버 다이》의 컨셉과 패션에 영감을 주었다.
전소연은 또한 만화, 책, 드라마에서 영감을 받아 노래, 앨범, 컨셉을 생각해냈다. 〈Idle Song〉은 주제가 〈스폰지밥 네모바지〉에서 영감을 받아 만들어졌다. 《라타타》는 KBS2 《개그콘서트》에서 송준근의 캐치프레이즈 《아라타라타라타》에서 영감을 얻었다. '한(혼자)'은 김소월의 시 '아잘레아스'에서 영감을 얻었다. "[세노리타 ((여자)아이들 노래)|《세노리타》는 스페인 노래 "[[Despacito]" (2017)에서 영감을 받았다. "[Uh-Oh (노래)|《Uh-Oh》는 미국에서 리얼리티 쇼 《투 네버랜드》를 촬영했던 스태프들의 표현과 말투에서 영감을 얻었다. 《Luv U》는 애니메이션 《슈가슈가룬》에 의해 하트 핑거 V 장면에서 제작되고 안무되었다. "[덤디덤디(노래)|《덤디 덤디》는 2016년 월트 디즈니 애니메이션 스튜디오의 《주토피아》에서 영감을 받았다. "화"의 영감은 슈화가 대화에서 '겨울 소녀'라고 말한 적이 있을 때 전지현에게 왔다. 그녀는 그 아이디어를 받아들여 겨울에 갇힌 여성의 개념을 만들었습니다. 〈I Never Die〉에서 전소연은 〈[원피스(TV 시리즈)|〉의 [원피스(시즌 14) #마린포드|마린포드 워]]와 음반을 비교했다.원피스]의 애니메이션 시리즈 – "이 전쟁은 원피스에서 매우 중요한 사건이다. 극복할 수 없는 위기라고 생각했던 전쟁을 치른 지 2년 만에 성장한 멤버들이 서로 떨어져 성장하는 모습을 중심으로 이야기가 전개된다. 만화처럼 'I Never Die'도 전후 아이들의 모습을 그린 앨범이라고 생각했다. 성장과 충격으로 대표되는 이번 앨범은 열정과 치열함으로 완성됐다." '톰보이'는 '크루엘라'에서 영감을 받았다.'LION'은 '라이온킹(실사화)'에서 영감을 받았다.

### 작사와 음악 스타일
비록 전소연은 연습생 시절 작곡 수업을 받았지만, 그녀는 결코 이 그룹의 주요 작곡가가 될 생각은 없었다. 그녀는 "처음에는 내가 이 곡들을 작곡하게 될 줄은 정말 몰랐지만... 우리는 노래가 없었기 때문에 데뷔가 늦어지고 있었다. 그래서 그때 우리 노래를 써야겠다고 생각하고 타이틀곡을 쓰기 시작했어요." 《라타타》의 제작에서 전지현은 그룹의 다른 멤버들을 고려하면서 뭄바톤 비트로 시작했다. 그녀는 악기를 위해 타악기를 사용했다. 간단한 악기로 비트를 만든 후, 그녀는 그것을 루프 위에 놓고 멜로디로 코팅했다. 그녀는 피아노나 비트만으로 빈 페이지에 비트와 멜로디를 쓰는 것에서 시작된 작곡 과정을 설명했다. 그녀는 "대부분 완성된 비트에 멜로디를 쓰고 멜로디를 넣는 트랙 메이커가 있는 것은 흔한 일"이라고 설명했다. 그녀는 가사에서 "나 아니면 나"라는 단어를 피한다고 고백했다. 전씨는 "편견 없이 음악을 만들고 있기 때문인 것 같다"며 감정 호소의 중요성을 강조했다. 다양한 공연이 있지만 누구나 공감할 수 있는 음악이라고 생각한다. 우리 그룹은 다국적이며 언어 장벽이 없습니다." 전인지는 퀸덤의 첫 번째 예비 공연에서 마법사의 컨셉인 라타타를 제안했다. 음악 비평가들의 말에 따르면, 이 곡은 "편곡된 버전처럼 보이지 않고, 완전히 독창적인 곡처럼 보인다." 기사는 그녀가 무대 위에서나 무대 밖에서나 팀과 노래, 그리고 자신에 대해 꾸준히 자신감을 가질 수 있는 이유를 "그녀가 만들고 싶은 것에 대한 명확한 이미지를 가지고 있기 때문"이라고 언급하기도 했다. 서효인 시인은 "소연은 작곡과 작사, 랩 메이킹과 콘셉트 설정까지 모든 면을 아우른다. 하지만, 그녀는 다른 멤버들을 무색하게 하지는 않습니다." 그녀는 전소연이 각 멤버들의 장점을 극대화하고 그들이 자신만의 예술적 자유를 찾을 수 있도록 해준다고 칭찬했다.

#### 음악 내 젠더 스테레오타입
"모든 고정관념은 깨져야 한다. 당신은 너무 어려서 뭔가를 할 수 없다는 고정관념. 여성 아이돌을 제한하는 고정관념. 음악은 성별이 없다."
전소연은 여성들도 프로듀서가 될 수 있다고 믿고 더 많은 여성들이 프로듀서로 나오기를 바랐다. 그녀는 음악, 공연, 게임과 같은 예술의 형태에 있어서는 경계가 없다고 믿는다. "저는 글을 쓸 때 성별에 대해 생각하지 않습니다. 여자든 남자든 나이든 "우리는 걸그룹이다"는 없다. 저는 그냥 제 생각을 쓸 뿐이에요." 2020년 6월 MTV와의 인터뷰에서 전지현은 "[오 마이 갓 ((여자)아이들 노래)|"에서 '그녀'라는 단어를 사용하는 것에 대해 논의했다.오 마이 갓(Oh My God)"은 "나는 그 '그녀'를 특정한 존재나 특정한 정의로 제한하고 싶지 않았기 때문에 그것은 무엇이든 열려 있다. 저는 모든 종류의 사랑은 가치 있고 존중되어야 한다고 믿습니다.""

## 음반

### 디지털 싱글
| 제목                                                                      | 연도          | 포지션           | 포지션          | 포지션        | 판매           | 앨범                              |
| 제목                                                                      | 연도          | 한국             | 한국            | 미국          | 판매           | 앨범                              |
| 제목                                                                      | 연도          | 가온 디지털 차트 | 케이팝 차트 100 | 미국          | 판매           | 앨범                              |
| 리드 아티스트                                                             | 리드 아티스트 | 리드 아티스트    | 리드 아티스트   | 리드 아티스트 | 리드 아티스트  | 리드 아티스트                     |
| ------------------------------------------------------------------------- | ------------- | ---------------- | --------------- | ------------- | -------------- | --------------------------------- |
| "Children's Day" (어린이의 하루) (featuring Superbee)                     | 2016          | —                | —               | —             | 빈칸           | 언프리티 랩스타                   |
| "Smile" (웃어) (featuring Davii)                                          | 2016          | —                | —               | —             | 빈칸           | 언프리티 랩스타                   |
| "Jelly"                                                                   | 2017          | —                | —               | —             | 빈칸           | Non-album singles                 |
| "Idle Song" (아이들 쏭)                                                   | 2018          | —                | —               | —             | 빈칸           | Non-album singles                 |
| "Beam Beam" (삠삠)                                                        | 2021          | 115              | 71              | —             | 빈칸           | Windy                             |
| 콜라보레이션                                                              |               |                  |                 |               |                |                                   |
| " She's Coming" (with 그레이스, 나다, 미료, 육지담, 자이언트 핑크 등      | 2016          | 92               | —               | —             | - 한국: 16,756 | 언프리티 랩스타                   |
| "Scary" (with 나다)                                                       | 2016          | 29               | —               | —             | - 한국: 65,910 | 언프리티 랩스타                   |
| "머메이드" (with 이민혁 (래퍼, 1990년생)), 정지훈 등)                     | 2018          | —                | —               | —             | 빈칸           | One                               |
| "Wow Thing" (with 강슬기, 신비, 청하)                                     | 2018          | 35               | 43              | 3             | 빈칸           | SM 스테이션                       |
| "New Vision" (with 콜드)                                                  | 2021          | —                | —               | —             | 빈칸           | New Vision                        |
| "The Ball Is Round" (with 코드 쿤스트, 우원재)                            | 2022          | —                | —               | —             | 빈칸           | Non-album singles                 |
| 피처링                                                                    |               |                  |                 |               |                |                                   |
| "Hang Out" (너도? 나도!) (이민혁}})                                       | 2019          | —                | —               | —             | 빈칸           | Hutazone                          |
| "I Wanna Be" (키                                                          | 2019          | 122              | —               | 13            | 빈칸           | I Wanna Be                        |
| "Giants" (Becky G, Keke Palmer, Thutmose 등)                              | 2019          | —                | —               | —             | 빈칸           | Non-album singles                 |
| "Dessert" (김효연)                                                        | 2020          | —                | 96              | 16            | 빈칸           | Deep                              |
| "애니" (라비                                                              | 2021          | —                | —               | —             | 빈칸           | Non-album singles                 |
| 사운드 트랙                                                               |               |                  |                 |               |                |                                   |
| "Freak Show"                                                              | 2022          | —                | —               | —             | 빈칸           | From Now On, Showtime! OST Part 1 |
| "—" 차트를 작성하지 않았거나 해당 영역에서 릴리스되지 않은 항목을 나타냄. |               |                  |                 |               |                |                                   |

### 미니 음반
| # | 앨범 정보                       | 트랙 리스트                                                                                                |
| - | ------------------------------- | --- |
| 1 | Windy - 발매일 : 2021년 7월 5일 | 1. 삠삠 (BEAM BEAM) 2. Weather 3. Quit 4. Psycho 5. Is this bad b****** number? (Feat. 비비(BIBI), 이영지) |

### 참여 음반
- 2016년 PRODUCE 101 - Pick Me
- 2016년 PRODUCE 101 화려 강산 - Don't Matter
- 2016년 PRODUCE 101 - 벚꽃이 지면
- 2016년 언프리티 랩스타 3 Track 1 - She`s Coming (Prod. by 프라이머리)
- 2016년 언프리티 랩스타 3 Track 3 - 무서워 (Prod. by KUSH)
- 2016년 언프리티 랩스타 3 1차 공연 - 어린이의 하루 (Feat. 슈퍼비)
- 2016년 언프리티 랩스타 3 1차 공연 & SEMI FINAL - 웃어 (Feat. 다비(DAVII))
- 2018년 SM STATION X 0 - Wow Thing (With 슬기(레드벨벳), 청하(가수), 신비(여자친구))
- 2018년 K/DA - POP/STARS (With 미연, 매디슨 비어, 자이라 번스)
- 2019년 True Damage - Giants
- 2020년 K/DA - The baddest, more

## 출연 작품

### 텔레비전 프로그램
| 연도      | 방송사 | 제목                        | 역할                   | 방송 기간                       | 비고                         |
| --------- | ------ | --------------------------- | ---------------------- | ------------------------------- | ---------------------------- |
| 2016      | Mnet   | PRODUCE 101                 | 출연자                 | 1월 22일 ~ 4월 1일              |                              |
| 2016      | Mnet   | 언프리티 랩스타 3           | 출연자                 | 7월 29일 ~ 9월 30일             |                              |
| 2018      | JTBC   | 아이돌룸                    | 출연자 (멤버 전원)     | 6월 9일                         | 5회 (펜타곤 공동출연)        |
| 2018      | XtvN   | 슈퍼TV 시즌2                | 출연자 (멤버 전원)     | 7월 12일                        | 6회                          |
| 2018      | JTBC   | 아이돌룸                    | 출연자 (멤버 전원)     | 12월 25일                       | 33회 (승리, 워너원 공동출연) |
| 2019      | JTBC   | 아이돌룸                    | 출연자 (멤버 전원)     | 3월 12일                        | 41회                         |
| 2019      | Mnet   | 컴백전쟁: 퀸덤              | 고정멤버 (멤버 전원)   | 8월 29일 ~ 10월 31일            |                              |
| 2019      | KBS    | 불후의 명곡 전설을 노래하다 | 출연자 (멤버 전원)     | 10월 5일                        | 423회                        |
| 2021-2022 | MBC    | 방과후 설렘                 | 심사위원 (담임 선생님) | 2021년11월 28일 ~2022년 2월27일 |                              |

### 웹예능
| 연도 | 방송사 | 제목          | 역할   | 방송 기간 | 비고 |
| ---- | ------ | ------------- | ------ | --------- | ---- |
| 2024 | 유튜브 | 덱스의 냉터뷰 | 게스트 | 8월 1일   |      |
| 2025 | 유튜브 | 집대성        | 게스트 | 5월 23일  |      |

## 수상 목록

### 가요 프로그램 1위
| 연도            | 수상 내역 (총 2회)                                                                                                |
| --------------- | --- |
| 2021년 (총 2회) | - 삠삠 (BEAM BEAM) (총 2회) - 7월 13일 SBS MTV 《더 쇼 시즌5》 더 쇼 초이스 - 7월 29일 M.net 《엠카운트다운》 1위 |

## 기타 시상식
- 2022년 멜론 뮤직 어워즈 송라이터상
- 2024년 멜론 뮤직어워즈 송라이터상